# Proclamação da República (Benedito Calixto)
Proclamação da República é uma pintura a óleo sobre tela de 1893 realizada por Benedito Calixto. O quadro retrata o movimento político-militar ocorrido quatro anos antes, em 15 de novembro de 1889, que instaurou a República do Brasil e, consequentemente, derrubou a monarquia constitucional parlamentarista do Império do Brasil.
O artista, autodidata e relacionado com a elite de cafeicultores paulistas, recebeu a encomenda de reproduzir o acontecimento por meio de fotografias e representações já existentes. Foi a primeira grande cena pintada por Benedito Calixto, que até então fazia apenas retratos  e recuperações de figuras históricas de pequenas proporções. Dentre as obras que se propõem a retratar a Proclamação, a de Calixto traz uma interpretação diferente, excluindo o elemento civil do primeiro plano da cena e colocando Marechal Deodoro como elemento central da composição.
O quadro pertence ao acervo da Prefeitura Municipal de São Paulo e se encontra na Pinacoteca do Estado.

## Descrição e análise
A tela é ambientada no centro do Rio de Janeiro, então capital do país, e tem como cenário o Campo de Santana, antigo Campo da Aclamação, que recebia esse nome por ser também o local onde D. Pedro I se nomeou imperador décadas antes. Até o século 18 o local era um pântano, e no ano da Proclamação da República abrigava o Comando do Exército, o Senado, a Casa da Moeda, a Prefeitura e a Estação D. Pedro II. 
general do Exército - onde hoje está localizado o Palácio Duque de Caxias, ao lado da Estação Central do Brasil. O Palácio permanece sendo de uso militar. Nesse grande prédio amarelo estão localizadas as tropas de Comando do Exército, convocadas por Marechal Deodoro da Fonseca.  Militares se distribuem por toda a tela e o espaço é ocupado também por canhões e cavalaria. No centro da figura alguns indivíduos fazem um gesto vitorioso com os braços estendidos. Dentre eles, em destaque, se encontra Manuel Deodoro da Fonseca, peça importante para a destituição da monarquia e formação de um novo governo republicano provisório. Ele é retratado com as vestes militares condecoradas, e estende o braço empunhando, em vez de uma espada, um quepe militar - demonstrativo da ausência de relutância e violência durante o movimento. 
Em meio ao grupo de militares que é destacado no centro da pintura, existem homens sem farda, com cavalos ou não. Ao fundo se encontram silhuetas sem faces reconhecíveis, com algumas pessoas próximas das casas observando o processo com indiferença.Essa representação traz o elemento da não participação civil durante a Proclamação. A maior diferença da tela de Benedito Calixto para outras do mesmo período que retratam o evento, como a de Oscar Pereira da Silva, é que no caso de Calixto o destaque está no novo regime, na ação dos militares, nos canhões e na agitação das tropas. A faixa de populares que é colocada na tela de Oscar, por exemplo, está ausente na de Calixto. Há apenas diminutas figuras, em pé e não montadas nos cavalos, situados na extrema direita, que parecem sinalizar a presença de poucos civis. Por isso, o quadro é considerado como um dos mais realistas relacionados ao episódio. Essas diferenças se dão, provavelmente, pelo espaço de tempo entre o acontecimento e a realização da obra. Quando Benedito Calixto pinta o quadro já haviam se passado quatro anos, em que aconteceram revoltas contra o governo provisório e Deodoro da Fonseca havia sido deposto.

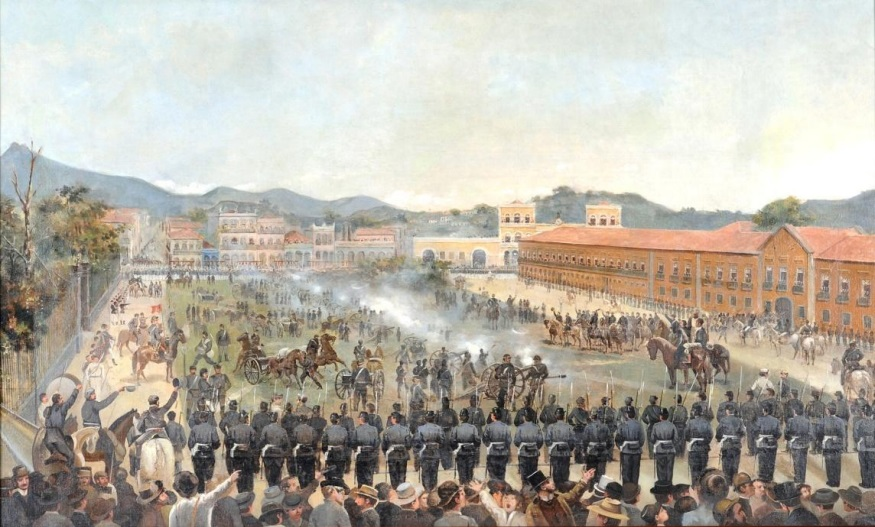
Proclamação da República, 1889, de Oscar Pereira da Silva

Apesar de retratar a não participação civil, há uma corrente que critica o tom heroicizado dado aos militares. A fumaça que paira na cena indica que os canhões teriam sido disparados, entretanto, não houve tiros durante o ocorrido. Sendo assim, ou é um elemento inverosímil ou representa disparos de festim, que teriam sido lançados para celebrar a República. 
As árvores e o verde que se distribuem por todo o fundo da tela representam a integração do cenário com o natural, trazendo uma visão positiva da natureza como elemento importante do país. A cena ambientada ao ar livre, e não em gabinetes ou palácios, reforça a ideia de que não houve uma conquista. A ausência de enfrentamento e a não promoção de um ato de coragem constroem um cenário brasileiro, fatores ligados a autopromoção das elites militares e econômicas, coloca essa integração ambiental como positiva. A encomenda do quadro vem para construir uma representação direcionada às elites emergentes, principalmente aos cafeicultores paulistas aos quais Calixto se relacionava.

## Contexto

### História

#### Antecedentes
No final do século XIX o Império de D. Pedro II já estava desestruturado, com muitos setores da sociedade descontentes com as políticas vigentes. Mesmo tendo transformações sociais que aconteceram, como, por exemplo, a expansão da lavoura cafeeira, o fim do tráfico negreiro, o crescimento das cidades, entre outras, no setor político as famílias tradicionais proprietárias de escravos continuavam no controle, fator que impedia mudanças necessárias para atender às novas demandas. Cafeicultores do Oeste Paulista, industriais e as classes médias urbanas queriam participação mais efetiva. Os militares também não estavam satisfeitos. O exército havia ganhado força com a Guerra do Paraguai, entretanto, o governo havia reduzido o número de efetivos e, além disso, uma série de incidentes entre autoridades civis e militares durante a abolição causaram a oposição. Nas escolas militares, oficiais como Benjamin Constant influenciavam os mais jovens com a ideia de que o Exército tinha a missão de trazer ordem e progresso ao país. Assim, o movimento republicano ganhava cada vez mais força.

#### A República
No dia 15 de novembro de 1889, Marechal Deodoro da Fonseca liderou, no Rio de Janeiro, um movimento militar que derrubou a monarquia e instaurou a República Federativa e Presidencialista do Brasil. O processo, que não contou com a participação popular, significou uma ruptura, já que, desde a abdicação de D. Pedro I em 1831, os militares cultivavam boa relação com o governo. A proclamação aconteceu como um anúncio público no Campo de Santana, sem luta, sangue ou resistências imediatas e locais. Entretanto, nos dias seguintes, em vários pontos do Brasil, surgiram revoltas, que ficaram pouco conhecidas no país, o que indicava um não consenso da sociedade a respeito do que ocorrera no episódio protagonizado por algumas centenas de militares naquele dia. A queda da monarquia só pode ser entendida como um projeto de uma parcela do exército, das classes médias e dos fazendeiros paulistas, frente ao enfraquecimento das oligarquias tradicionais e desprestigio da Monarquia.
Foi instituído, no mesmo dia, um governo provisório republicano, no qual Deodoro da Fonseca era presidente da república e chefe do Governo Provisório; o marechal Floriano Peixoto era vice-presidente; e Benjamin Constant Botelho de Magalhães, Quintino Bocaiuva, Rui Barbosa, Campos Sales, Aristides Lobo, Demétrio Ribeiro e o almirante Eduardo Wandenkolk eram ministros. Em 21 de dezembro de 1889, a Assembleia Constituinte foi convocada e, em 24 de fevereiro de 1891 a primeira Constituição Republicana foi promulgada. Deodoro da Fonseca foi eleito o primeiro presidente do Brasil e seu mandato acabou com a renúncia, em 23 de novembro de 1891.Há, cada vez mais, correntes que questionam a legitimidade do evento de 15 de novembro. Os argumentos são o fato de ser um movimento de elites e a não participação popular. O consenso quase geral entre os historiadores é que, de fato, a Proclamação foi um golpe, e não uma revolução.

### Benedito Calixto
Benedito Calixto de Jesus nasceu em 14 de outubro de 1853 em Itanhaém, cidade do litoral paulista. Começou a pintar ainda criança, aos oito anos, mas foi no fim da adolescência que, ao mudar para a cidade de Brotas, começou a atuar profissionalmente, realizando obras encomendadas por cafeicultores e restaurando pinturas sacras de uma igreja local. Ele permaneceu autodidata até 1883, quando ficou 18 meses na França, onde frequentou os ateliês do pintor impressionista Jeans François Raffaelli e do pintor e fotógrafo Henri Langerock e também onde estudou na Academia Julian. Ao retornar, Benedito Calixto trouxe uma máquina fotográfica e tornou-se o pioneiro a fazer pinturas por meio de fotografias. O pintor manteve seu estilo e não se filiou a nenhum movimento artístico do século XIX.
Já como expoente da arte brasileira e artista reconhecido, registrou em obras de constituição histórica importantes momentos do Brasil-Colônia, paisagens e marinhas, além de cenas religiosas e particulares do cotidiano, na época de transição do século XIX para o XX. Suas pinturas funcionam como testemunhos do desenvolvimento e avanços tenológicos que ele incorpora no uso da técnica fotográfica como ferramenta. Segundo o pesquisador Tadeu Chiarelli, "ao invés de aprimorar-se na interpretação da paisagem que o cercava e dos assuntos que lhes eram caros (a história das cidades paulistas, a história dos santos) - como, cada um a seu modo, fizeram vários artistas de sua geração -, Calixto parece ter preferido ater-se à descrição escrupulosa do real, mesmo quando essa realidade era uma evocação de tempos passados.”
Sendo assim, ele fez parte de um grupo de pintores que construiu um imaginário nacional republicano. Esse grupo, que contava com nomes como Theodoro Braga e Antônio Parreiras, não fez parte de nenhuma escola artística, transitando por todas as categorias, como a acadêmica, pré-moderna, naturalista, realista e impressionista. O quadro Proclamação da República é a primeira grande cena retratada por Benedito Calixto, que até então restringia seu trabalho a retratos e recuperações históricas de pequenas proporções.
Tecnicamente, as pinturas de Calixto tem a particularidade de, em sua maioria, terem a tridimensionalidade conferida pelo próprio volume e textura da pincelada que acompanham o desenho. Além disso, ele usava uma modalidade de perspectiva aérea característica, em que as cenas do primeiro plano são mais detalhadas e definidas, enquanto que as distantes são apenas insinuadas. Outra particularidade dele em relação a outros artistas da época era a consciência da bidimensionalidade da pintura e a fidelidade às cores das paisagens, ainda que usasse muito verdes, azuis e ocres, elementos que também podem ser percebidos na tela Proclamação da República.
Apesar de ter muito reconhecimento, Calixto não fez fortuna com sua arte. Morreu em decorrência de um infarto aos 74 anos em São Paulo, no dia 31 de maio de 1927. Atualmente é classificado como just milhem: artista que se encontra entre as manifestações acadêmicas do século XIX e as vanguardas do século XX. Foi peça fundamental na consolidação do ideal republicano que criou uma tradição para o Brasil. Suas obras têm reconhecida importância por terem desenvolvido a iconografia da história do país.

## Críticas
| “ | O pedido de informações (sobre fatos históricos) a Calixto é extremamente significativo. Não que sua pintura não tivesse um valor artístico intrínseco, que não pudesse ser admirada por suas qualidades puramente estéticas. Mas o comprador queria mais do que isso, queria poder comentar com seus convivas as personagens e fatos históricos que se sucederam no local pintado, queria poder relacionar a marinha admirada, de maneira inconfundível, com São Paulo. Nenhum outro pintor reunia as qualidades de Calixto para atender simultaneamente a esse novo apreço dos paulistas pela arte e por seu litoral. Apenas Calixto, nascido e criado naquelas praias, e aluno da Academie Julian em Paris, tinha os conhecimentos geográficos e a formação em pintura requeridos à tarefa. O conhecimento único do litoral paulista fez mesmo de Calixto uma autoridade para o Brasil. Ele informa a historiadores, políticos e intelectuais sobre pontos de vista e locais essenciais ao entendimento da história brasileira. (...) Rui Barbosa, Euclides da Cunha, Washington Luis e outras personagens da nossa história interessam-se por conhecer pessoalmente aqueles lugares recém descobertos pela história e imortalizados por Calixto, e recorrem invariavelmente a ele como guia: (...) Calixto chegou mesmo a orientar órgãos do Estado sobre aos marcos geográficos que precisavam ser implantados. (...) Calixto reúne assim, qualidades que estamos acostumados a ver separadamente. As suas marinhas são, ao mesmo tempo, telas históricas e produtos do romantismo moderno que valorizava o contato com esses lugares ermos nos quais o homem entrava em comunhão consigo mesmo. - ALVES, Caleb Faria. Mar Paulista. In: CALIXTO, Benedito; SOUZA, Marli Nunes (coord.). Benedito Calixto: um pintor à beira-mar. Texto Caleb Faria Alves, Tadeu Chiarelli. São Paulo: Fundação Pinacoteca Benedicto Calixto, 2002, p. 45-49. | ” |

| “ | Calixto é um dos raros artistas que, em São Paulo, nas primeiras três décadas do século XX, usa a fotografia como base estrutural para seus trabalhos. É notável como a fotografia ajudou em muito a pintura a refletir sobre sua especificidade de plano bidimensional. No entanto, essa não foi a lição que Calixto aprendeu com essa nova tecnologia de produção de imagens. De maneira instrumental, ele a usou para reafirmar seu conceito de mundo como teatro, como espaço para a encenação da vida e de seus fatos." - CHIARELLI, Tadeu. Benedito Calixto: Um pesquisador que pinta. In: CALIXTO, Benedito; SOUZA, Marli Nunes (coord.). Benedito Calixto: um pintor à beira-mar. Texto Caleb Faria Alves, Tadeu Chiarelli. São Paulo: Fundação Pinacoteca Benedicto Calixto, 2002, p. 33. | ” |

| “ | Disciplina e técnica permitem ao pintor investir em grandes telas. A cidade como espetáculo em visão panorâmica anuncia os grandes planos do cinema. Construções alastrando-se pela topografia desafiam a resistência da maré, do rio, da montanha. Nas vistas à vol d'oiseau fica evidente a disputa entre a vontade civilizadora e a natureza. A acelerada urbanização apaga traços remanescentes do período colonial. A modernização - inicialmente fruto de um salto econômico resultante da produção e exportação de café, da nascente industrialização, impulsionado por vasto surto migratório - imprime às mutações urbanas um ritmo frenético. O desordenado crescimento resulta hoje em cidades sem memória e em condições ambientais críticas." - OLIVEIRA, Maria Alice Milliet de. Benedito Calixto: memória paulista. In: BENEDITO Calixto: memória paulista. São Paulo: Projeto Banespa, Pinacoteca do Estado, 1990. p. 19-21. | ” |